# Eacles majestalis
Eacles majestalis är en fjärilsart som beskrevs av Max Wilhelm Karl Draudt 1930. Eacles majestalis ingår i släktet Eacles och familjen påfågelsspinnare. Inga underarter finns listade i Catalogue of Life.